# The Eye of Horus
The Eye of Horus – pierwsze demo polskiej grupy deathmetalowej Decapitated, wydany został 1998 roku nakładem własnym.

## Lista utworów
Opracowano na podstawie materiału źródłowego.
1. "Intro" (muz. Decapitated) – 1:43 (utwór instrumentalny)
2. "The Eye Of Horus" (muz. Decapitated, sł. Sauron) – 5:25
3. "Blessed" (muz. Decapitated, sł. Sauron) – 5:06
4. "The First Damned" (muz. Decapitated, sł. Sauron) – 5:47
5. "Nine Steps" (muz. Decapitated, sł. Sauron) – 5:11
6. "Danse Macabre (Outro)" (muz. Decapitated) – 2:48 (utwór instrumentalny)
7. "Mandatory Suicide" (cover Slayer) – 4:05

## Twórcy
Opracowano na podstawie materiału źródłowego.
- Wojciech „Sauron” Wąsowicz – wokal prowadzący
- Wacław „Vogg” Kiełtyka – gitara rytmiczna, gitara prowadząca
- Marcin „Martin” Rygiel – gitara basowa
- Witold „Vitek” Kiełtyka – perkusja